# Bệnh màng trong sơ sinh
Người ta đã đạt được nhiều tiến bộ trong hiểu biết về sinh lý bệnh màng trong và vai trò đặc biệt của surfactant trong các nguyên nhân của bệnh. Tuy nhiên, bệnh màng trong vẫn còn là vấn đề lâm sàng nổi bật của các trẻ đẻ non. Tiến triển của bệnh màng trong cải thiện phần lớn nhờ vào các loại thuốc giúp trưởng thành phổi nhanh và sự phát triển của liệu pháp thay thế surfactant.
Ngày càng có nhiều trẻ đẻ non và bệnh nặng được cứu sống, tỷ lệ các biến chứng trong các trẻ đẻ non bị bệnh màng trong được cứu sống vẫn còn cao. Các biến chứng bao gồm xuất huyết nội sọ, còn ống động mạch, xuất huyết phổi, nhiễm trùng huyết và loạn sản phổi. Thường khó có thể xác định các rối loạn này là di chứng của bệnh màng trong, hoặc do điều trị hoặc do tình trạng non tháng. Trong bài này chúng ta bàn luận về các đặc điểm lâm sàng và đánh giá các trẻ bị bệnh màng trong và các tiếp cận điều trị.

## Tỷ lệ mắc phải
Bệnh màng trong là một trong những nguyên nhân bệnh tật phổ biến nhất của các trẻ sơ sinh non tháng. Chẩn đoán có thể được xác định về mặt bệnh học hoặc bằng các kết quả sinh hóa của tình trạng thiếu surfactant; tuy nhiên hầu hết các trường hợp chỉ nhờ vào sự kết hợp các đặc điểm lâm sàng và kết quả x quang. Khó chẩn đoán lâm sàng bệnh màng trong ở những trẻ có trọng lượng lúc sinh cực thấp nếu không có bằng chứng sinh hóa của tình trạng thiếu surfactant.
Biểu hiện lâm sàng cổ điển của bệnh màng trong bao gồm thở rên, rút lõm, phập phồng cánh mũi, tím và tăng nhu cầu oxy cùng với các hình ảnh x quang chẩn đoán và khởi phát của các triệu chứng ngay sau sinh. Hình ảnh điển hình ở nhiều trẻ có trọng lượng lúc sinh thấp cải thiện nhờ chỉ định sớm surfactant ngoại sinh và thông khí hỗ trợ kịp thời.
Bệnh màng trong xảy ra khắp thế giới và ưu thế ở trẻ nam. Những yếu tố nguy cơ lớn nhất là tuổi thai nhỏ và cân nặng lúc sinh thấp. Những yếu tố nguy cơ khác bao gồm mẹ đái tháo đường và ngạt chu sinh. Fanaroff và cộng sự đã báo cáo 42% trẻ cân nặng từ 501 và 1500 g bị bệnh màng trong, trong đó 71% từ 501 và 750 g, 54% từ 751 và 1000 g, 36% từ 1001 và 1250 g và 22% từ 1251 và 1500 g.
Việc áp dụng các kỹ thuật sinh học phân tử, sự đóng góp của biến dị gen (đa hình thái (polymorphism), đột biến với sinh bệnh học của các rối loạn hô hấp ở sơ sinh ngày càng xuất hiện nhanh chóng. Trong những năm gần đây, đặc điểm của surfactant và các protein đặc hiệu của nó đã được phát hiện ở một số các trẻ gần đủ tháng bị các rối loạn di truyền gây ra thiếu surfactant và suy hô hấp nặng. Một ví dụ là thiếu surfactant protein B, một rối loạn di truyền lặn nhiễm sắc thể thường, dường như không đáp ứng với điều trị surfactant ngoại sinh. Thiếu surfactant protein C có nhiều biểu hiện, là di truyền trội nhiễm sắc thể thường và thường kết hợp với bệnh phổi mô kẻ.
Đột biến gene ABCA3 dường như phổ biến hơn và đã được mô tả ở những trẻ bị thiếu surfactant nặng.

## Các thuốc thúc đẩy sự trưởng thành phổi
Đầu những năm 1970, Liggins trong khi nghiên cứu hiệu quả của steroid trên sự đẻ non của cừu, đã ghi nhận giảm bệnh màng trong và tăng tỷ lệ sống của các con cừu sinh non trước đó có phơi nhiễm với steroid. Những hiệu quả của những catecholamine khác nhau cũng như aminophylline và hormone tuyến giáp cũng đã được nghiên cứu; tuy nhiên; phương pháp thành công nhất tăng trưởng thành phổi thai là chỉ định corticosteroid trước sinh.
Nếu khả năng sinh non có thể xảy ra, cần phải thúc giục sự trưởng thành của phổi. Sự trưởng thành phổi tăng nhanh xảy ra với nồng độ corticosteroid ở mức stress sinh lý, qua trung gian của receptor của các protein điều hòa phát triển đặc hiệu. Steroid, khi được chỉ định cho bà mẹ ít nhất 24 đến 48 giờ trước sinh, giảm tỷ lệ mắc phải và sự trầm trọng của bệnh màng trong. Corticosteroid dường như có hiệu quả nhất trước 34 tuần tuổi thai và được chỉ định ít nhất 24 giờ và không kéo dài quá 7 ngày trước sinh. Tuy nhiên điều trị corticosteroid ít hơn 24 giờ cũng làm giảm đáng kể tử vong sơ sinh, bệnh màng trong và xuất huyết não thất, luôn luôn xem xét đến điều trị steroid trước sinh trừ trường hợp dự kiến việc sinh ngay lập tức.
Người ta ít rõ về các ảnh hưởng của những liều liên tục của corticosteroid trước sinh đến hậu quả trước mắt và lâu dài đến trẻ đẻ non. Các nghiên cứu tiền cứu đã báo cáo sự phát triển thai giảm và phát triển thần kinh kém hơn. Do đó cần phải thận trọng khi sử dụng rộng rãi điều trị nhiều liều corticosteroid.
Người ta đã chứng minh được vai trò sinh lý của các hormone tuyến giáp trong sự phát triển phổi và sự sản xuất surfactant trong việc nuôi cấy tế bào phổi của người và các động vật có vú khác. Chỉ định trước sinh hormone phóng thích thyrotropin (TRH) dường như có tác dụng hiệp lực với glucocorticoid trong việc gia tăng sự trưởng thành phổi (các hormone tuyến giáp và hormone kích thích tuyến giáp (TSH) không qua được nhau thai). Trong các thử nghiệm lâm sàng được thực hiện tại Hoa Kỳ và New Zealand, sử dụng kết hợp steroid và TRH trước sinh ban đầu có liên quan đến giảm đáng kể tỷ lệ mắc phải bệnh màng trong và loạn sản phổi. Tuy nhiên, hai nghiên cứu đa trung tâm từ Hoa Kỳ và Australia đã không chứng minh được hiệu quả hiệp lực đáng kể của điều trị phối hợp so với corticosteroid đơn thuần. Hơn nữa, các dữ liệu theo dõi lâu dài của các thử nghiệm này chứng tỏ kết quả đáng lo ngại về hậu quả phát triển thần kinh của nhóm bệnh nhân được điều trị TRH. Do đó không khuyến cáo sử dụng thường quy TRH để thúc đầy sự trưởng thành phổi.
Corticosteroid trước sinh dường như giảm tỷ lệ mắc phải xuất huyết não thất ở trẻ đẻ non. Tác dụng có lợi này không có liên quan trực tiếp đến bệnh phổi được cải thiện và có thể thứ phát do sự ổn định dòng máu não hoặc do steroid ảnh hưởng sự trưởng thành của mạch máu tích hợp trong vùng tế bào mầm (germinal matrix) hoặc cả hai. Người ta chưa tìm thấy khả năng tăng nhiễm trùng ở mẹ và con. Thật vậy, ngay cả khi sử dụng corticosteroid cho phụ nữ bị vỡ ối kéo dài, không có bằng chứng tăng nguy cơ nhiễm trùng, và tác dụng bảo vệ thần kinh của corticosteroid vẫn còn hiển nhiên. Sử dụng steroid ở mẹ có thể tăng toàn bộ bạch cầu và các neutrophil chưa trưởng thành ở trẻ em, cần xem xét vấn đề này nếu nghi ngờ nhiễm trùng sơ sinh.
Đã có những lợi ích được chứng minh từ sự kết hợp sử dụng corticosteroid trước sinh và điều trị surfactant sau sinh ở những trẻ đẻ non. Các tác dụng phối hợp cải thiện chức năng phổi. Steroid trước sinh tăng trưởng thành phổi. Những thay đổi cấu trúc này cải thiện các đặc tính sinh lý của phổi như là tăng thể tích phổi, tăng sự đàn hồi của phổi và tăng đáp ứng với điều trị surfactant ngoại sinh.

## Sinh lý bệnh
Phổi của những trẻ tử vong vì bệnh màng trong có màu đỏ đồng nhất đặc trưng, về mặt đại thể giống mô gan. Xét nghiệm vi thể, đặc điểm nổi bật là xẹp phổi lan tỏa, chỉ có ít phế nang giãn rộng dễ dàng phân biệt. Một màng gồm những tế bào ưa eosin lót các khoảng trống nhìn thấy được thường là những tiểu phế quản tận và các ống phế nang. Màng đặc trưng này (do đó có tên gọi "bệnh màng trong") bao gồm lớp đệm fibrin có nguồn gốc từ máu và chứa các mảnh vỡ tế bào bong ra từ biểu mô bị tổn thương. Giai đoạn hồi phục được đặc trưng bằng sự tái sinh các tế bào phế nang, kể cả các tế bào type II, do tăng hoạt tính của surfactant.
Sự tiến triển của bệnh màng trong do sự tổng hợp surfactant bị tổn thương hoặc bị chậm lại và các chất bài tiết do một loạt các phản ứng làm bệnh càng trầm trọng trong nhiều ngày. Tổng hợp surfactant là một quá trình phức tạp phụ thuộc vào nhiều yếu tố như là pH, nhiệt độ và sự tưới máu và có thể bị tổn thương do stress vì lạnh, giảm thể tích máu, giảm oxy máu và toan máu. Các yếu tố bất lợi khác như thở oxy có nồng độ cao và do hậu quả của chấn thương áp lực và chấn thương thể tích vì thông khí hỗ trợ, có thể gây ra sự tiết của các cytokine và chemokine và làm tổn thương tiếp màng lót biểu mô phế nang, làm giảm chức năng và sự tổng hợp surfactant. Sự tiết của các protein như là fibrin vào trong khoảng phế nang làm trầm trọng thêm sự suy giảm surfactant do thúc đẩy sự bất hoạt surfactant. Suy giảm surfactant và các tình trạng kèm theo làm giảm độ đàn hồi của phổi dẫn đến giảm thông khí phế nang và mất cân bằng giữa thông khí và tưới máu.
Giảm oxy máu nặng và giảm tưới máu toàn thân do giảm cung cấp oxy dẫn đến nhiễm toan lactic do chuyển hóa kỵ khí. Giảm oxy máu và tình trạng nhiễm toan cũng do giảm tưới máu phổi hậu quả của co mạch máu phổi và hậu quả của sự tiến triển trầm trọng thêm của shunt phải-trái qua ống động mạch và lỗ bầu dục và shunt chính tại phổi.
Các vai trò tương đối của thiếu hụt surfactant và giảm tưới máu phổi trong bức tranh lâm sàng toàn cảnh thay đổi từng bệnh nhân. Hiện nay tiến triển của bệnh màng trong thay đổi nhờ sự kết hợp của liệu pháp surfactant ngoại sinh và thông khí hỗ trợ.

## Đặc điểm lâm sàng
Các bệnh nhân bị bệnh màng trong biểu hiện đặc trưng ngay sau khi sinh hoặc trong vòng vài giờ sau khi sinh gồm thở nhanh, phập phồng cánh mũi, rút lõm dưới sườn và gian sườn, tím và rên thì thở ra. Tần số thở thường là đều và tăng trong giới hạn bình thường từ 30 đến 60 lần mỗi phút. Các triệu chứng thường tiến triển và bệnh nhân cần oxy bổ sung. Sự xuất hiện các cơn ngưng thở trong giai đoạn sớm này là dấu hiệu nặng có thể do không ổn định về thân nhiệt hoặc nhiễm trùng huyết nhưng thường là dấu hiệu của giảm oxy máu và suy hô hấp.
Rút lõm nổi bật do lồng ngực đàn hồi xẹp xuống khi hít vào vì trẻ tạo áp lực trong lồng ngực cao để làm giãn nở phổi kém đàn hồi. Tiếng rên thở ra điển hình là dấu hiếu sớm và biến mất sau đó. Người ta tin rằng do đóng một phần thanh môn trong kỳ thở ra và đây là cách để giữ lại không khí trong phế nang để duy trì dung tích cặn chức năng (FRC). Mặc dù những triệu chứng này là đặc trưng của bệnh màng trong sơ sinh, nhưng cũng có thể do nhiều nguyên nhân không phải từ phổi như là hạ thân nhiệt, hạ đường máu, thiếu máu hoặc đa hồng cầu, hơn nữa những nguyên nhân không phải từ phổi có thể làm phức tạp thêm diễn biến lâm sàng của bệnh màng trong.
Các triệu chứng lâm sàng khác bao gồm xanh do thiếu máu hoặc co mạch ngoại vi. Thường không ổn định về tim mạch và cần phải theo dõi sát huyết áp ở bệnh nhân bị bệnh màng trong. Điều trị toan chuyển hóa và toan hô hấp bằng bicarbonate và thông khí hỗ trợ có thể gây tụt huyết áp cần phải điều trị bù dịch hoặc hỗ trợ thuốc vận mạch hoặc cả hai.
Tím có thể bị che bởi triệu chứng xanh là hậu quả của shunt phải-trái trong bệnh màng trong và cải thiện điển hình nhờ oxy nồng độ cao và thông khí hỗ trợ. Tím đầu chi ở bàn tay và bàn chân thường thấy ở trẻ sơ sinh bình thường và không nên nhầm lẫn với tím trung tâm luôn luôn cần chẩn đoán và điều trị. Phù ngoại vi thường thấy trong bệnh màng trong không có ý nghĩa đặc hiệu trừ trường hợp kết hợp với phù thai.
Khi nghe ngực, âm thở thường lan rộng và không thể dựa vào để phản ánh các tình trạng bệnh lý. Âm thở giảm một bên (trung thất di chuyển về phía đối diện) hoặc âm thở giảm hai bên có thể chứng tỏ tràn khí màng phổi và cần phải soi đèn (transillumination) ngay lập tức. Cũng cần chụp x quang ngực để xác định vị trí ống nội khí quản nếu không khí đi vào giảm bên trái. Tiếng thổi của còn ống động mạch thường nghe được trong giai đoạn hồi phục của bệnh màng trong, khi sự đề kháng mao mạch phổi giảm dưới mức hệ thống và có shunt trái-phải. Tiếng tim mờ, xa xăm thường báo hiệu tràn khí màng ngoài tim hiếm khi cần can thiệp cấp cứu. Gõ phổi không có giá trị chẩn đoán ở trẻ đẻ non.
Một đặc tính hằng định của bệnh màng trong là khởi phát các dấu hiệu lâm sàng của bệnh sớm. Hầu hết các bệnh nhân biểu hiện các dấu hiệu và triệu chứng hoặc ở trong phòng sinh hoặc trong vòng 6 giờ đầu sau sinh. Quan sát không đầy đủ dễ dẫn đến cảm tưởng có giai đoạn không có triệu chứng trong nhiều giờ. Diễn biến lâm sàng không có biến chứng đặc trưng bởi sự tiến triển ngày càng xấu đi của các triệu chứng và nặng nhất vào ngày thừ 2 đến ngày thứ 3 và hồi phục sau 72 giờ. Điều trị bằng surfactant làm ngắn lại thời gian này. Khi quá trình của bệnh nặng cần thông khí hỗ trợ hoặc bị biến chứng dò khí (air leaks), shunt đáng kể qua còn ống động mạch hoặc các dấu hiệu sớm của bệnh loạn sản phổi, sự hồi phục có thể kéo dài nhiều ngày, nhiều tuần hoặc nhiều tháng. Hầu hết các bệnh nhân bị ảnh hưởng, giai đoạn chuyển tiếp từ giai đoạn hồi phục của bệnh màng trong sang loạn sản phổi không nhận biết được về mặt lâm sàng.

## Các dấu hiệu X quang
Chẩn đoán bệnh màng trong dựa vào sự kết hợp các triệu chứng lâm sàng đã mô tả trước, bằng chứng của đẻ non, loại trừ các nguyên nhân khác gây suy hô hấp và biểu hiện x quang đặc trưng. Các biểu hiện x quang đặc trưng bao gồm dạng hạt lưới lan tỏa, dạng kính mờ cổ điển, ở cả hai phế trường cùng với hình ảnh cây phế quản chồng lên. Mặc dù biểu hiện x quang của bệnh màng trong đối xứng điển hình và đồng nhất, người ta cũng đã mô tả trường hợp bất đối xứng.
Dạng hạt lưới chủ yếu do xẹp phế nang, có thể kèm theo tình trạng phù phổi. Hình ảnh cây phế quản nổi bật biểu hiện các tiểu phế quản chứa đầy khí chồng lên nền các phế nang không chứa khí. Một vùng cây phế quản khu trú có thể bình thường ở thùy dưới bên trái chồng lên bóng tim, nhưng trong bệnh màng trong chúng phân bố rộng hơn, đặc biệt ở các thùy trên. Trong những trường hợp nặng nhất có thể quan sát được trắng xóa cả hai bên phổi, mất toàn bộ bờ tim. Bóng tim bình thường hoặc hơi lớn. Bóng tim lớn nổi bật trong trường hợp ngạt lúc sinh ở những trẻ có bà mẹ bị đái tháo đường hoặc do suy tim sung huyết trong trường hợp còn ống động mạch. Sau khi được điều trị surfactant ngoại sinh, x quang ngực thường cho thấy thông khí phổi cải thiện hai bên; tuy nhiên, có thể có tình trạng bất đối xứng hai phổi.
Hình ảnh x quang của bệnh màng trong, dù điển hình hay không điển hình không thể chắc chắn để phân biệt với viêm phổi sơ sinh mà nguyên nhân phổ biến nhất là liên cầu nhóm B. Vấn đề này là nguyên nhân chính của việc sử dụng kháng sinh rộng rãi trong điều trị ban đầu của bệnh màng trong. Việc sử dụng ngày càng tăng các phương tiện hỗ trợ thông khí và tăng tỷ lệ cứu sống nhiều trẻ bị bệnh phổi nặng ngày càng nhiều đã phát hiện được nhiều trường hợp biến chứng nhờ x quang như dò khí và bệnh loạn sản phổi ở những trẻ bị bệnh. Các trẻ bị bệnh màng trong được báo cáo có bóng tuyến ức lớn hơn so với nhóm trẻ đối chứng không bị bệnh màng trong. Điều này chứng minh lý thuyết bệnh nhân bị bệnh màng trong bị giảm corticosteroid nội sinh trong đời sống thai.
Siêu âm tim bệnh nhân bị bệnh màng trong có giá trị trong chẩn đoán còn ống động mạch, để định tính mức độ tăng áp lực động mạch phổi, để đánh giá chức năng tim và để loại trừ bệnh tim bẩm sinh (ví dụ hồi lưu tỉnh mạch phổi bất thường toàn bộ tắc nghẽn).

## Điều trị
Điều trị bệnh màng trong bao gồm áp dụng thận trọng các biện pháp hỗ trợ toàn thân cho điều trị surfactant và các phương tiện đặc hiệu để kiểm soát và hỗ trợ thông khi. Cần có độ ngũ nhân viên được đào tạo, tận tâm và quan tâm đến các vấn đề đặc biệt ở trẻ sơ sinh, có kỷ năng trong các thủ thuật, biết đánh giá kết quả khí máu sơ sinh.
Điều trị surfactant
Thiếu surfactant là chìa khóa trong sinh lý bệnh của bệnh màng trong, nhiều nhà nghiên cứu đã sử dụng phospholipid khí dung cho bệnh nhân bị bệnh màng trong. Trong các nghiên cứu đầu tiên người ta chỉ đạt được điều trị thành công giới hạn. Ngược lại, việc sử dụng các hợp chất surfactant tự nhiên trên súc vật thí nghiệm đã mang lại nhiều kết quả triển vọng hơn.
Vì các chế phẩm phổi nguyên vẹn không có sẵn ở Nhật Bản, Fujiwara và các cộng sự đã phát triển một hỗn hợp gồm cả hai lipid có hoạt tính bề mặt tự nhiên và tổng hợp để sử dụng cho người. Hỗn hợp như vậy cũng tạo ra được tính ổn định của phế nang nhưng ít có phản ứng đối với protein lạ như surfactant tự nhiên. Một nhóm đầu tiên gồm 10 trẻ đẻ non bị bệnh màng trong nặng không cải thiện với thông khí nhân tạo, một liều duy nhất 10 mL surfactant được bơm vào ống nội khí quản đã làm giảm ngoạn mục oxy thở vào và áp lực của máy thở. Không có bệnh nhân nào trong thử nghiệm này bị tử vong do bệnh màng trong. Tuy nhiên, trong giai đoan hồi phục có bằng chứng lâm sàng còn ống động mạch ở 9 bệnh nhân, có thể do sự giảm nhanh sự đề kháng mao mạch phổi gây ra shunt trái-phải sau khi điều trị surfactant.
Những dạng surfactant tự nhiên khác đã cho kết quả ấn tượng ở những trẻ đẻ non bị bệnh màng trong. Hallman đã sử dụng surfactant người lấy từ nước ối của những trẻ đủ tháng trong những thử nghiệm có đối chứng ở trẻ dưới 30 tuần tuổi thai đã chứng tỏ cải thiện oxy và giảm áp lực đường thở trung bình. Chế phẩm này rõ ràng không thực tế trong sử dụng lâm sàng. Trong khi đó, các thử nghiệm lâm sàng có đối chứng ngẫu nhiên đã sử dụng surfactant lấy từ rửa phế nang con bê, hiện tại được bán trên thị trường là Infasurf. Người ta sử dụng 3 mL chế phẩm surfactant này chủ yếu là phospholipid (80% phosphatidylcholine nhưng chỉ có 1% protein) bơm vào khí quản bệnh nhân đã chứng tỏ lợi ích rõ ràng.
Các thử nghiệm đa trung tâm đã sử dụng các chế phẩm tổng hợp đơn thuần và các chế phẩm hỗn hợp tự nhiên và tổng hợp. Các nghiên cứu sử dụng chế phẩm phospholipid tổng hợp không có protein, như là Exosurf, có chứa cồn là tác nhân làm lan tỏa Dipalmitoyl phosphatidylcholine khắp các bề mặt phế nang. Chế phẩm hỗn hợp surfactant sử dụng loại của Fujiwara, tinh chất phổi bê thái nhỏ có chứa protein được bổ sung dipalmitoyl phosphatidylcholine, tripalmitin và acid palmitic được bán trên thị trường là Survanta. Nhiều công thức tự nhiên có chứa phổi heo và phổi bò và các phương pháp khác nhau hiện tại đang sử dụng trên lâm sàng. Nhiều nghiên cứu đã sử dụng cách kết hợp khác nhau của dự phòng (chỉ định tại phòng sinh) và cấp cứu (chỉ định sau khi đã xác định là bệnh màng trong) tại Bắc Mỹ, châu Âu và Nhật Bản.
So sánh trực tiếp giữa các chế phẩm tổng hợp và tự nhiên đã phát hiện chế phẩm tự nhiên cho đáp ứng sinh lý nhanh chóng hơn biểu hiện bằng khả năng giảm oxy thở vào và giảm áp lực máy thở. Hơn nữa, có sự giảm có ý nghĩa thống kê tỷ lệ tử vong và dò khí (tràn khí màng phổi) khi sử dụng các sản phẩm tự nhiên. Thế hệ các surfactant tổng hợp mới được tăng cường bằng các peptide giống với surfactant protein B tốt hơn so với các chế phẩm surfactant tổng hợp trước đó.
So sánh các surfactant tự nhiên đã chứng tỏ sự khác biệt vừa phải về oxygen trong những giờ đầu tiên sau điều trị, không có hiệu quả ý nghĩa về tỷ lệ bệnh tật và tỷ lệ tử vong. Mặc dù những sự khác biệt về thành phần hóa học và các phương pháp sản xuất, các công thức tại Hoa Kỳ được FDA chấp thuận cho thấy có hiệu quả lâm sàng.
Tất cả các phác đồ điều trị surfactant dường như giảm tỷ lệ dò khí và cải thiện oxy ở các trẻ đẻ non được thông khí. Nổi bật hơn, tỷ lệ tử vong từ bệnh màng trong và ngay cả tỷ lệ tử vong toàn bộ của trẻ đẻ non được thông khí được giảm một cách có ý nghĩa, đặc biệt khi sử dụng nhiều liều surfactant ở những bệnh nhân này. Chỉ định surfactant chọn lọc sớm (trong vòng 2 giờ sau sinh) cho những trẻ bị bệnh màng trong cần thông khí hỗ trợ dẫn đến giảm nguy cơ tràn khí màng phổi và khí phế thủng kẽ và nguy cơ tử vong sơ sinh và bệnh phổi mạn tính so với điều trị trì hoãn khi đã được chẩn đoán được bệnh màng trong. Hơn nữa, chiến lược này dường như giảm nhu cầu cần phải tái điều trị và nhu cầu oxy bổ sung và thông khí cơ học.
Phân tích các thử nghiệm sử dụng tiếp cận dự phòng đã chứng tỏ giảm tỷ lệ bệnh tật, giảm nguy cơ tràn khí màng phổi và giảm nguy cơ khí phế thủng mô kẽ phổi ở những trẻ dưới 30 tuần tuổi thai. Trong nhóm nghiên cứu này tỷ lệ bệnh loạn sản phổi hoặc tử vong cũng giảm. Tuy nhiên, không rõ chỉ định liều dự phòng qua nội khí quản tại phòng sinh (dự phòng) có thuận lợi nào hơn so với điều trị sau khi bệnh nhân được cấp cứu và ổn định (điều trị sớm). Điều trị dự phòng như vậy rõ ràng chỉ thích hợp cho những trẻ rất non rất dễ phát triển bệnh phổi.
Điều trị dự phòng có thể gây giảm điểm Apgar, tùy thuộc vào thời gian chỉ định chính xác và có thể kết hợp những chỉ định thêm sai lầm liên quan đến vị trí của ống nội khí quản. Hơn nữa, các tiếp cận này có thể gây ra điều trị không cần thiết cho nhiều trẻ tùy thuộc vào tuổi thai cần phải xem xét điều trị.
Ngược lại với sự cải thiện ấn tượng về tỷ lệ tử vong, tỷ lệ loạn sản phổi, xuất huyết não thất, nhiễm trùng huyết và còn ống động mạch dường như không thay đổi trong hầu hết các nghiên cứu. Một trong những quan tâm đặc biệt là điều trị surfactant không giảm đáng kể tỷ lệ mắc phải loạn sản phổi. Mặc dù những nghiên cứu riêng lẻ đã chứng tỏ giảm tỷ lệ mắc phải loạn sản phổi, những kết quả này đã không được chứng minh bằng những nghiên cứu ngẫu nhiên lớn hơn. Điều này có thể tỷ lệ sống cao do chỉ định surfactant cho trẻ rất non tháng. Hơn nữa, nhiều trẻ non tháng phát triển loạn sản phổi không có bệnh màng trong trước đó.
Khi hiệu quả của điều trị surfactant ngoại sinh hoặc tỷ lệ mắc phải của loạn sản phổi được đánh giá ở những trẻ có trọng lượng khác nhau (và tuổi thai), một mô hình rõ ràng xuất hiện. Tỷ lệ mắc phải của bệnh loạn sản phổi được giảm đáng kể ở những bệnh nhân bị bệnh màng trong sống sót có trọng lượng lúc sinh tối thiểu là 1250 g và nhận hoặc Survanta hoặc Exosurf. Có lẽ, loạn sản phổi có nhiều khả năng là hậu quả trực tiếp của chấn thương áp lực hoặc chấn thương thể tích ở những trẻ đẻ non sống.
Các dữ liệu ban đầu cho thấy tỷ lệ xuất huyết phổi tăng nhẹ kết hợp với điều trị surfactant. Tuy nhiên, phát hiện này không nhất quán trong y văn và vẫn còn bàn cãi. Tỷ lệ xuất huyết phổi đã được báo cáo lên đến 6% trong những trẻ đẻ non được điều trị surfactant ngoại sinh, xảy ra điển hình trong 72 giờ đầu tiên của cuộc sống. Nói chung những tiến triển xấu về oxy hóa và thông khí kèm với những mức độ suy tim mạch khác nhau góp phần vào những đặc điểm lâm sàng điển hình.
Một trong những khó khăn gặp phải trong việc xác định tầm quan trọng của vấn đề là thiếu tiêu chuẩn chẩn đoán chính xác. Ở những trẻ được điều trị surfactant, có khuynh hướng xuất huyết trong phế nang lan rộng ngược lại với xuất huyết phổi ở những trẻ không được điều trị với surfactant, xuất huyết thường xảy ra xuất huyết kẽ và khối máu tụ khu trú. Sự cải thiện độ đàn hồi sau khi điều trị surfactant có thể thúc đẩy tăng shunt trái-phải qua còn ống động mạch. Tăng dòng máu qua phổi gây sung huyết phổi và áp lực mao mạch tăng. Giảm khả năng đề kháng của các mao mạch phế nang và các biểu mô nâng đỡ của chúng dẫn đến phù phổi xuất huyết trong phế nang.
Garland và cộng sự đã báo cáo mối liên quan có ý nghĩa giữa xuất huyết phổi và còn ống động mạch được phát hiện lâm sàng ở những bệnh nhân được điều trị bằng surfactant. Mặc dù vai trò của còn ống động mạch trong sinh bệnh học của xuất huyết phổi đã không được chứng minh thuyết phục, các dữ liệu cũng không loại trừ còn ống động mạch là một yếu tố góp phần. Trong một thử nghiệm có đối chứng ngẫu nhiên lớn về indomethacine dự phòng trong việc ngăn ngừa xuất huyết não thất, mặc dù có sự giảm có ý nghĩa còn ống động mạch trong nhóm được điều trị, tỷ lệ xuất huyết phổi đã không thay đổi. Nghiên cứu theo dõi những bệnh nhân bị xuất huyết phổi sau khi điều trị surfactant đã cho thấy không có sự khác biệt tỷ lệ mắc phải của loạn sản phổi, viêm ruột hoại tử hoặc xuất huyết nội sọ. Hơn nữa, hậu quả lên sự phát triển thần kinh được đánh giá bằng chỉ số phát triển tinh thần của Bayley cũng có sự khác biệt.
Cần thiết có một ống nội khí quản trong điều trị surfactant. Sư cải thiện về oxy không đi kèm với sự cải thiện ngay tức thì của Paco2 nếu các cài đặt của máy thở vẫn không thay đổi 30 phút sau khi điều trị surfactant. Những dữ liệu này đã chứng minh mạnh mẽ rằng có sự tương quan thông khí tưới máu gia tăng là cơ chế đầu tiên nhờ đó surfactant cải thiện ngoạn mục Pao2 ở những trẻ đẻ non bị bệnh màng trong. Pco2 không cải thiện nhanh khi độ đàn hồi phổi không cải thiện nhanh sau khi điều trị surfactant.
Sự cải thiện ngoạn mục oxy sau khi điều trị surfactant liên quan với tăng thể tích phổi và sự ổn định của dung tích cặn chức năng (FRC). Sự cải thiện này xảy ra mặc dù độ đàn phổi của phổi chưa tăng nhanh chóng và surfactant có thể gây ra sự giãn tại chỗ của các phế nang. Tuy nhiên, nếu độ đàn hồi của phổi được đo bằng các nhịp thở tự phát hơn là các nhịp thở do máy thở hoặc các áp lực của máy thở được giảm nhanh chóng để đáp ứng với sự tăng oxy nhờ điều trị surfactant, sự gia tăng của độ đàn hồi có thể thấy.
Một số bệnh nhân không biểu hiện đáp ứng thuận lợi với điều trị surfactant như dự kiến. Những bệnh nhân đáp ứng kém dường như bị hạ huyết áp toàn thân trong khi điều trị surfactant và điều này có thể tăng shunt phải-trái và ngăn cản cải thiện oxy. Người ta đã xác định nếu trong giai đoạn đầu của bệnh màng trong cần nhu cầu nồng độ oxy cao và áp lực máy thở cao là một yếu tố nguy cơ của đáp ứng không đầy đủ. Sự bất hoạt của surfactant nội sinh và ngoại sinh có thể do sự tạo thành các chất phản ứng với oxy ở trẻ non tháng (ví dụ: superoxide, dismutase, catalase và giảm glutathione). Các nghiên cứu ở súc vật đã cho thấy chỉ cần một ít lần thở thể tích khí lưu thông lớn (tidal volume) cũng liên quan với giảm đáp ứng với điều trị surfactant. Khi dịch phù phổi giàu protein là một yếu tố nổi bật của bệnh màng trong, có thể nó sẽ ức chế hoặc giảm khả năng của surfactant làm giảm sức căng bề mặt.
Mặc dù hiệu quả, các chế phẩm surfactant hiện có chưa được lý tưởng và cần phải làm tinh khiết hơn nữa. Những surfactant này dễ bị ức chế, có nồng độ các protein thay đổi và thiếu surfactant protein A và D. Người ta đã mô tả được các gen mã hóa cho một số protein surfactant, kỹ thuật AND tái tổ hợp có thể được sử dụng để tạo các protein surfactant người. Kết hợp với các phospholipid tổng hợp, điều này sẽ tạo surfactant nhân tạo chứa protein được sử dụng rộng rãi.
Hiện tại đang tiến hành các thử nghiệm lâm sàng các surfactant protein B tổng hợp và surfactant protein C tái tổ hợp ở sơ sinh và người lớn. Surfactant protein A và surfactant protein D không cần thiết cho giảm sức căng bề mặt, có thể đóng vai trò có ý nghĩa trong đáp ứng miễn dịch bẩm sinh của phổi. Người ta cũng chưa biết việc sử dụng surfactant protein A tinh khiết hoặc surfactant protein D tái tổ hợp có vai trò điều trị trong bệnh phổi sơ sinh hay không.
Chưa có báo cáo nào về các hậu quả miễn dịch đối với các protein lạ ở những bệnh nhân được điều trị surfactant tự nhiên. Các số liệu từ số lượng lớn bệnh nhân ở Hoa Kỳ và châu Âu chứng tỏ không có tác dụng phụ lên phát triển thể chất, các triệu chứng hô hấp hoặc hậu quả đến phát triển thần kinh. Trong các thử nghiệm có đối chứng ngẫu nhiên, điều trị surfactant có liên quan đến giảm tỷ lệ tử vong hoặc tàn tật nặng lúc 1 tuổi. Hơn nữa, việc cải thiện tỷ lệ bệnh tật và tử vong nhờ điều trị surfactant là một sự tiết kiệm chi phí đáng kể.
Sự kết hợp của thế hệ surfactant mới cùng với tiếp cận các máy thở linh hoạt là vấn đề chính trong việc giải quyết các bệnh hô hấp trong tương lai. Cùng với việc tăng hiểu biết về vai trò của các surfactant protein và sự bất hoạt surfactant trong sinh lý bệnh của các trường hợp lâm sàng khác nhau sẽ rất cần thiết để đạt được cơ chế bệnh học tốt hơn trong việc điều trị các bệnh lý khác nhau.